# Un film comme les autres
Un film comme les autres è un film del 1968 diretto da Jean-Luc Godard.
La pellicola impiega attori non professionisti: tre studenti dell'Università di Parigi a Nanterre e due operai dello stabilimento di Flins-sur-Seine della Renault.

## Trama
Discussioni tra studenti e operai (persone sconosciute, a volte non riprese in viso) su quanto accaduto nel maggio francese del '68, sull'occupazione delle fabbriche, le azioni delle forze dell'ordine, la voglia di rivoluzione, il tutto intervallato da sequenze documentarie mute delle manifestazioni del maggio 1968.

## Produzione
Le riprese ebbero luogo con una macchina da 16 mm su un terreno erboso abbandonato di Flins-sur-Seine, sul finire del luglio 1968. Il regista, influenzato dagli avvenimenti del Maggio francese, durante i quali aveva collaborato ai Cinétracts (cinevolantini), film collettivo costituito da brevissimi episodi - tutti anonimi - dedicati alla lotta degli studenti parigini, avrebbe a breve intrapreso la strada della regia collettiva con il Gruppo Dziga Vertov (1969-1972). Un film comme les autres fu dunque il primo tentativo di sperimentare un linguaggio cinematografico nuovo che rifuggisse dalle regole industriali del cinema tradizionale e che stravolgesse i principi formali e estetici di un'arte definita “borghese” in senso marxista.
Godard chiese ai suoi attori (universitari della sede di Nanterre, da dove scaturì la forte ondata contestataria, e operai della Renault che a giugno occuparono la fabbrica di Flins, finendo poi per esser sgomberati con la forza dalla polizia) di discutere tra di loro per trarre degli insegnamenti dall'esperienza rivoluzionaria. Le riprese sono intervallate da immagini senza sonoro girate durante le manifestazioni, le occupazioni e le assemblee, autore delle quali è spesso lo stesso regista con una 16 mm.
Godard interviene da fuori campo nella discussione dei suoi attori per cercare di indirizzarli. Il risultato è un film assolutamente scevro da qualunque regola spettacolare: l'operatore non inquadra mai il volto di chi parla, spesso ripreso con la faccia dietro un cespuglio o di schiena, o ancora in campo lunghissimo; le voci sono sovente coperte da un commento fuori campo che cita parole di grandi rivoluzionari dal 1789 al 1968: Lenin, Marx, Che Guevara, il teorico del Situazionismo Guy Debord e perfino Shakespeare, con il risultato che la banda sonora risulta pressoché inaudibile.
In fase di post-produzione, il regista elaborò con la montatrice Christine Aya (che in seguito entrerà nel Gruppo Dziga Vertov) un principio di decostruzione narrativa, psicologica, descrittiva e persino del significato, al fine di ottenere attraverso l'inevitabile e conseguente senso di frustrazione risultante dall'operazione che gli spettatori si pongano delle domande, nella speranza di decifrare il senso delle immagini e dei suoni. Di conseguenza Un film comme les autres risulta assolutamente privo di drammatizzazione e spettacolarizzazione, a differenza di altre produzioni coeve, considerate progressiste o comunque di sinistra. Godard spinge a tal punto la decostruzione del cinema dal suo interno da annullare non solo l'emotività ma anche la sua capacità significante, arrivando fino all'esaurimento della sua funzione.
Il film non ebbe una vera e propria distribuzione, riuscendo all'epoca a raggiungere soltanto qualche centinaio di spettatori. Gli Stati Generali del Cinema, organizzazione di sinistra militante d'addetti ai lavori sorta sull'onda del Maggio parigino, lo ritenne non conforme alla propria linea politica.
Il titolo sembra quindi un'ironica allusione a un film che appare in realtà come nessun altro in circolazione, ostico ed insopportabile al punto tale da spingere gli spettatori ad abbandonare le proiezioni.